# Памятник Махтумкули (Ашхабад)
Па́мятник Махтумкули́ (Фраги́) — памятник туркменскому поэту, классику туркменской литературы Махтумкули в городе Ашхабаде.

## Общая информация
Памятник установлен в 1971 году в центре города. Скульптор — В. В. Попов, архитекторы — В. Н. Высотин и В. Г. Кутумов. Памятник изготовлен из бетона и природного камня.
Памятник расположен на месте первого в мире храма Бахаи. Храм был разрушен землетрясением 1948 года.
Монумент находится в сквере Махтумкули на проспекте Махтумкули (бывший проспект Свободы) и окружён фонтанами. Расположен  напротив здания МВД Туркменистана.